# Phantia durmah
Phantia durmah är en insektsart som beskrevs av Dlabola 1979. Phantia durmah ingår i släktet Phantia och familjen Flatidae. Inga underarter finns listade i Catalogue of Life.